# Pills n Potions
«Pills n Potions» (с англ. — «Таблетки и микстуры») — песня американской хип-хоп-исполнительницы Ники Минаж, записанная для её третьего студийного альбома The Pinkprint. Трек был выпущен 21 мая 2014 год как лид-сингл альбома. Записан на лейблах Young Money Entertainment, Cash Money Records. Минаж в сотрудничестве с Cirkut, Dr. Luke, и Ester Dean написала текст песни, продюсерами трека выступили Dr. Luke и Cirkut.

## Чарты
| Чарт (2014)                           | Высшая позиция |
| ------------------------------------- | -------------- |
| Австралия (ARIA)                      | 14             |
| Канада (Billboard Canadian Hot 100)   | 53             |
| Франция (SNEP)                        | 71             |
| Ирландия (IRMA)                       | 29             |
| Новая Зеландия (Recorded Music NZ)    | 17             |
| Шотландия (OCC Scotland)              | 29             |
| Великобритания (OCC UK Singles)       | 31             |
| Великобритания (OCC UK Hip Hop/R&B)   | 6              |
| США (Billboard Hot 100)               | 24             |
| США (Billboard Hot R&B/Hip-Hop Songs) | 7              |
| США (Billboard Hot Rap Songs)         | 2              |

## Сертификации
| Регион | Сертификация | Продажи |
| --- | ------------ | ------- |
| Австралия (ARIA) | Платиновый   | 70 000^ |
| * Данные о продажах приведены только на основе сертификации. ^ Данные о тиражах приведены только на основе сертификации. |              |         |